# Frederico III, Duque de Holsácia-Gottorp
Frederico III de Holsácia-Gottorp (Gottorf, 22 de dezembro de 1597 - Tönning, 10 de agosto de 1659) foi um príncipe da casa de Oldemburgo e Duque de Holsácia-Gottorp.
Frederico era o filho primogênito do duque João Adolfo de Holsácia-Gottorp (1575-1616) e da princesa Augusta da Dinamarca (1580-1639), filha do rei Frederico II da Dinamarca. Casou-se a 21 de fevereiro de 1630 com a duquesa Maria Isabel da Saxônia e tiveram numerosos filhos.